# Garrie Matheson
Garrie Matheson (auch als J. Mathieson bekannt; * im 20. Jahrhundert) ist eine ehemalige kanadische Skirennfahrerin sowie Weltmeisterschaftsteilnehmerin.

## Karriere
Matheson wurde im Riesenslalom der Weltmeisterschaft 1966, der von Marielle Goitschel gewonnen wurde, im ersten Durchgang disqualifiziert. Andrée Crepeau wurde ebenfalls im ersten Durchgang disqualifiziert und Nancy Greene kam auf Rang 4.
Im Weltcup errang Matheson eine Platzierung unter den besten zehn, als sie beim Slalom vom 26. März 1967 in Jackson Hole mit 5,52 Sekunden Rückstand auf Nancy Greene Rang fünf belegte. Allein auf die Vierte, Isabelle Mir, hatte sie 1,99 Sekunden Rückstand. Auf die Nächste, Kiki Cutter betrug ihr Vorsprung 0,69 Sekunden.

## Erfolge

### Weltmeisterschaften
- Portillo 1966: DSQ1 im Riesenslalom

### Weltcupwertungen
- Eine Platzierung unter den besten zehn

| Saison | Gesamt | Gesamt | Abfahrt | Abfahrt | Riesenslalom | Riesenslalom | Slalom | Slalom |
| Saison | Platz  | Punkte | Platz   | Punkte  | Platz        | Punkte       | Platz  | Punkte |
| ------ | ------ | ------ | ------- | ------- | ------------ | ------------ | ------ | ------ |
| 1967   | 25.    | 8      |         |         |              |              | 17.    | 8      |